# Julian Schnabel
Julian Schnabel, född 26 oktober 1951 i Brooklyn i New York, är en amerikansk konstnär, regissör och manusförfattare. 
Julian Schnabel blev känd som neoexpressionist under slutet av 1970-talet. Konstnärer som han jämfördes med, var då de italienska konstnärerna Sandro Chia och Mimmo Paladino samt de tyska konstnärerna Anselm Kiefer och Georg Baselitz. 
Under senare år har Schnabel gjort sig känd som filmregissör, bland annat av en film om konstnärskollegan Jean-Michel Basquiat. Han Oscar-nominerades för bästa regi för Fjärilen i glaskupan.

## Filmografi
- 1996 - Basquiat – den svarte rebellen (regi och manus)
- 2000 - Before Night Falls (regi, manus och produktion)
- 2007 - Fjärilen i glaskupan (regi)
- 2010 - Miral (regi)
- 2018 - At Eternity's Gate (regi)
- 2025 – In the Hand of Dante